# Albert Richard Smith
Albert Richard Smith (Chertsey, 24 maggio 1816 – Londra, 23 maggio 1860) è stato uno scrittore e alpinista inglese.

## Biografia
Tra il 1837 e il 1838 studia medicina a Parigi. Si dedica quindi alla carriera giornalistica: scrive sul Punch e sull'Illustrated London News.
Come scrittore pubblica vari libri, tra cui il celebre Overland Mail del 1851, libro che descrive il suo viaggio tra Costantinopoli e l'Egitto.
Personaggio controverso e viaggiatore, è antesignano di un certo modo di fare alpinismo. Nell'agosto del 1851 raggiunge la cima del Monte Bianco con una parata di sedici guide e tre studenti di Oxford al seguito: è la 37ª ascensione al Bianco, ma la capacità a volte spregiudicata di raccontarlo in patria darà una certa popolarità all'alpinismo alpino.
Nel 1857 viene scelto come guida dal principe di Galles per viaggiare fino in Svizzera, meta: il ghiacciaio di Bossons.

## Fonti
- (EN) Peter H. Hansen, Albert Smith, the Alpine Club, and the Invention of Mountaineering in Mid-Victorian Britain, in Journal of British Studies, vol. 34, n. 3, luglio 1995,  pp. 300-324.
- Piero Malvezzi (a cura di), Albert Smith, in Viaggiatori inglesi in Valle d'Aosta (1800-1860), Milano, Edizioni di Comunità, 1972,  pp. 173-175.